# William Pirrie
William James Pirrie, znan tudi kot Lord Pirrie, britansko-irski poslovnež in ladjedelniški inženir * 31. maj 1847 Quebec City † 7. junij 1924 Kuba.  
Pirrie je bil med letoma 1865 in 1924 predsednik ladjedelnice Harland & Wolff v Belfastu, med letoma 1896 in 1898 pa je bil tudi župan Belfasta. Imenovan je bil kot baron Pirrie leta 1906, leta 1908 pa za viteza reda sv. Viscount Pirrie, do leta 1921. V mesecih, ki so privedli do potopitve Titanica leta 1912, je bil Lord Pirrie obtožen o odgovornosti števila reševalnih čolnov na ladjah razreda Olympic. Odgovoril je, da so tri velike ladje nepremagljive in da lahko rešijo kogarkoli v težavah. Zaradi tega odgovora so ga za vedno preganjali. 

## Zgodnje življenje
Pirrie se je rodil v mestu Quebec v Kanadi, 31. maja 1847. Bil je sin Jamesa Aleksandra Pirrieja in Elize Swan (Montgomery) Pirrie, ki sta bila oba Irca. Na Irsko so se preselili, ko je bil Pirrie star dve leti. Otroštvo je preživel v mestu Conlig v okrožju Down. V njegovi ugledni družini je bil njegov nečak premier John Miller Andrews, bil je eden od mnogih, ki so umrli v potopu Titanica. Thomas Andrews, konstruktor ladje RMS Titanic, in sir James Andrews, glavni vrhovni sodnik Severne Irske, sta tudi umrla v potopu. 

## Kariera
Pirrie se je šolal v osnovni šoli Royal Belfast, preden se je leta 1862 pridružil v ladjedelnico Harland in Wolff kot gospodski vajenec. Dvanajst let kasneje je postal partner podjetja, vse do smrti ustanovitelja ladjedelnice, Edwarda Harlanda leta 1895, ko je Pirrie postal predsednik podjetja in ta položaj zasedal do svoje smrti. Pirrie je bil poleg nadzorovanja največje svetovne ladjedelnice leta 1896 izvoljen za župana Belfasta. Za župana, kot tudi za irskega tajnega svetovalca je bil izvoljen tudi naslednje leto. Leta 1898 je postal prvi častni prostovoljec Belfasta, istega leta pa je služboval kot visoki šerif iz Antrima in nato še okrožja Down. Februarja 1900 je bil izvoljen za predsednika pomorske zbornice Združenega kraljestva, kjer je bil prejšnje leto podpredsednik. Na splošnih volitvah leta 1906 je pomagal financirati liberalce v Ulsterju ter bil istega leta na vrhuncu uspeha ladjedelnice Harland & Wolff imenovan, kot baron Pirrie iz mesta Belfast. Naslednje leto je bil imenovan za nadzornika gospodinjstva za namestnika irskega župana, leta 1908 pa je bil imenovan za svetega Patrika (KP).
Leta 1912 naj bi Pirrie potoval na Titanicu, vendar mu je bolezen preprečila, da bi se pridružil nesrečni plovbi. Lord Pirrie je bil v letih pred prvo svetovno vojno tudi član odbora za irske finance in podporočnik za mesto Belfast. Med vojno je bil član Odbora za oskrbo vojnih uradov, leta 1918 pa je postal generalni nadzornik trgovskega ladjedelništva, ki je organiziral britansko proizvodnjo trgovskih ladij.
Leta 1921 je bil Pirrie izvoljen v senat Severne Irske in istega leta je bil ustanovljen podjetja Viscount Pirrie iz Belfasta, in sicer v čast odpiranja parlamenta Severne Irske julija 1921 za svoje vojno in dobrodelno delo. 

## Zasebno življenje
Lord Pirrie se je 17. aprila 1879 poročil z Margaret Montgomery Carlisle, hčerko Johna Carlisleja, M.A., iz Belfasta. Leta 1909 je Lord Pirrie kupil Witley Park, prej rezidenco Whitakerja Wrighta. Pirrie je zgradil Hram štirih vetrov v bližini Hindheada. Osmero kotni podstavek še vedno obstaja. Nečak Thomasa Andrewsa, je umrl na Titanicu. Pirrie je umrl 7. junija 1924, v starosti 77 let od bronhialne pljučnice, na morju ob Kubi, medtem ko je bil na službenem potovanju v Južni Ameriki. Njegovo truplo so pripeljali iz New Yorka na ladji RMS Olympic družbe White Star Line na Irsko in ga pokopali na mestnem pokopališču v Belfastu. Z njim je umrl njegov naziv barona in viskonta. Lady Pirrie je umrla 19. junija 1935. Spomenik Pirrieju je bil postavljen v mestni hiši v Belfastu leta 2006. 